# Villainville
Villainville is een gemeente in het Franse departement Seine-Maritime (regio Normandië) en telt 288 inwoners (1999). De plaats maakt deel uit van het arrondissement Le Havre.

## Geografie
De oppervlakte van Villainville bedraagt 3,7 km², de bevolkingsdichtheid is 77,8 inwoners per km².
De onderstaande kaart toont de ligging van Villainville met de belangrijkste infrastructuur en aangrenzende gemeenten.

## Demografie
Onderstaande figuur toont het verloop van het inwonertal (bron: INSEE-tellingen).